# Cyril Domb
Cyril Domb FRS (Londres, 9 de dezembro de 1920 – Jerusalém, 15 de fevereiro de 2012) foi um físico britânico.
Conhecido por suas lições e obras sobre transição de fase e fenômenos críticos de fluidos. Também conhecido no judaísmo ortodoxo por suas publicações sobre ciência e judaísmo.

## Carreira acadêmica
Domb foi lecturer de matemática da Cambridge University entre 1952 e 1954 e professor de física teórica do King's College London entre 1954 e 1981. Neste último cargo foi o mais jovem professor em Londres naquela época.
Em 1972 Domb começou a co-editar o que viria a se tornar uma série de 20 volumes, Phase Transitions and Critical Phenomena, considerado um clássico na área. Após a morte de seu primeiro co-editor, Melville Saul Green, trabalhou com Joel Lebowitz.
Foi eleito Membro da Royal Society em 1977.

## Honrarias e condecorações
- Membro da Royal Society, 1977.[1]

- Prêmio Max Born, 1981.

## Obras

### Publicações selecionadas
- Domb, C.  1949. "Order-Disorder Statistics II. A two-dimensional model.” Proc. Roy. Soc. A199: 199-221
- Domb, C.  1960. “On the Theory of Cooperative Phenomena. “Adv. Phys., Phil. Mag. S9: 149-361
- Domb, C. and Sykes, M.F.  1961. “Use of Series Expansions for the Ising Model Susceptibility and Excluded Volume Problem.” J. Math. Phys. 2: 63-67
- Domb, C. and Green, M.S., Eds. 1972-1976. “Phase Transitions and Critical Phenomena,” Vols. 1-6, London: Academic Press.
- Domb, C. and Lebowitz, J.L., Eds. 1983-2000. “Phase Transitions and Critical Behavior,” Vols. 6-20, London: Academic Press.
- The Critical Point: A historical introduction to the modern theory of critical phenomena. [S.l.]: Taylor & Francis. 1996. ISBN 0-7484-0435-X

### Obras sobre a Torah
- Memories of Kopul Rosen. [S.l.]: Carmel College. 1970. ISBN 0-9501372-0-0
- Challenge: Torah views on science and its problems. [S.l.]: Association of Orthodox Jewish Scientists. 1976. ISBN 0-87306-174-8 (co-edited with Aryeh Carmell); 2nd edition published by Feldheim in 2000[4]
- Maaser Kesafim: Giving a tenth to charity. [S.l.: s.n.] ISBN 0-87306-304-X (2nd edition published by Feldheim, 1982)